# Faune A. Chambers
Faune Alecia Chambers conocida como Faune A. Chambers (Miami, 23 de septiembre de 1976) es una actriz estadounidense. Es esposa del famoso rapero Fonzworth Bentley y tienen una hija llamada Zoie Alecia Watkins nacida en 2013.

## Vida personal
Faune Chambers nació en Florida y comenzó a bailar cuando tenía sólo tres años de edad. Su familia se mudó a Virginia cuando tenía nueve años, donde participó en varios tipos de baile y competiciones de gimnasia. Allí estudió y fue miembro del Atrium Dance Company dirigida por Christine Grogis. Más tarde se mudaron a Atlanta, Georgia, donde Faune Chambers asisitio a la escuela de Norte Atlanta High School y donde continuó sus estudios de danza en el estudio de la Warner (propiedad de la madre de bien bailarina -conocido Lorey Warner). Después de su graduación, Chambers inicialmente fue a Spelman College, con la esperanza de una carrera en medicina, pero después de una exitosa audición para "Prince" ella finalmente se mudó a Los Ángeles para perseguir una carrera de actuación y danza.
Faune Chambers es la esposa del famoso rapero Fonzworth Bentley.
Tienen una hija, Zoie Alecia Watkins nacida el 30 de agosto de 2013 en el Centro Médico St. Joseph en Los Ángeles.

## Carrera
Faune Chambers es conocida por sus papeles en las películas White Chicks (2004) y Epic Movie (2007). Ella también ha aparecido en Austin Powers in Goldmember (2002), Breakin 'All the Rules (2004), Bring It On: Again (2004) y The Cutting Edge: Going for the Gold  (2006). Sus apariciones en televisión incluyen Las Vegas, All of Us, The Game, Eve, y Psych.

## Filmografía

### Cine
| Año  | Título                                | Personaje          | Notas                       |
| ---- | ------------------------------------- | ------------------ | --------------------------- |
| 1999 | Austin Powers: The Spy Who Shagged Me | Scene Break Dancer | Debut                       |
| 2000 | Beautiful                             | Dancer             |                             |
| 2002 | Save the Last Dance                   |                    | Película para la televisión |
| 2002 | Like Mike                             | Cheerleader #4     |                             |
| 2002 | Austin Powers in Goldmember           | Dancer             |                             |
| 2004 | Bring It On: Again                    | Monica             |                             |
| 2004 | Breakin' All the Rules                | Betty              |                             |
| 2004 | White Chicks                          | Gina Copeland      |                             |
| 2004 | A Dream Deferred                      |                    | Cortometraje                |
| 2006 | The Cutting Edge: Going for the Gold  | Elisa Proctor      | Video                       |
| 2007 | Epic Movie                            | Susan Pervertsky   |                             |
| 2008 | Show Stoppers                         | Destiny            |                             |
| 2008 | El curioso caso de Benjamin Button    | Dorothy Baker      |                             |
| 2010 | Krews                                 | Tamara             |                             |
| 2012 | C'mon Man                             | Iris               |                             |
| 2012 | Redemption of a Dog                   | Dagney             |                             |
| 2013 | Sensitive Men                         | Micki              |                             |
| 2014 | The Cheaters Club                     | Trina              | Completa                    |

### Televisión
| Año        | TÍtulo          | Personaje    | Notas                                           |
| ---------- | --------------- | ------------ | ----------------------------------------------- |
| 1999       | Raymond         | Swing Dancer | Episodio: Dancing with Debra                    |
| 2001- 2002 | Nikki           | Dancer       | Aparece en 3 episodios                          |
| 2004       | All of Us       | Sheena       | Episodio: The Kiss Off                          |
| 2005       | Listen Up       | Kim          | Episodio: Weekend with Bernie                   |
| 2006       | Las Vegas       | Productora   | Episodio: And Here's Mike with the Weather      |
| 2006       | Eve             | Bianca       | Episodio: Rules of Engagement                   |
| 2007       | The Game        | Karen        | Episodio: God Bless the Girl That's Got Her Own |
| 2008       | Psych           | Joy Guster   | Episodio: Christmas Joy                         |
| 2009       | House M. D.     | Molly        | Episodio: Locked In                             |
| 2010       | Love That Girl! | Kelly        | Episodio: My Sister's Keeper                    |
| 2012       | Milk & Honey    |              |                                                 |